# Jany Vallières
Ghislaine Marie Léonie Julia Fenoglio dite Jany Vallières, née le 5 juillet 1930 à Paris 17e et morte le 4 mars 1996 à Senlis, est une actrice française.

## Filmographie
- 1946 : Les Malheurs de Sophie de Jacqueline Audry
- 1949 : Dernière Heure, édition spéciale de Maurice de Canonge
- 1950 : Tire au flanc de Fernand Rivers
- 1950 : L'Homme de la Jamaïque de Maurice de Canonge
- 1951 : Les Deux Gamines de Maurice de Canonge
- 1952 : Procès au Vatican de André Haguet
- 1952 : Il est minuit, Docteur Schweitzer de André Haguet
- 1954 : Raspoutine de Georges Combret
- 1954 : Papa, maman, la bonne et moi de Jean-Paul Le Chanois
- 1955 : Dix-huit heures d'escale de René Jolivet
- 1955 : Le Village magique de Jean-Paul Le Chanois
- 1955 : Une fille épatante de Raoul André
- 1956 : Ce soir les jupons volent de Dimitri Kirsanoff